# Ctenucha multifaria
Ctenucha multifaria là một loài bướm đêm thuộc phân họ Arctiinae, họ Erebidae.